# تاكاشي يوشيدا
تاكاشي يوشيدا (باليابانية: 吉田敬؛ بالكانا: よしだ たかし) هو ممثل هزلي ‏ ياباني، ولد في 27 يونيو 1973 في فوشيمي-كو في اليابان.